# Millepora intricata
Millepora intricata är en nässeldjursart som beskrevs av Milne Edwards och Jules Haime 1860. Millepora intricata ingår i släktet Millepora och familjen Milleporidae. IUCN kategoriserar arten globalt som nära hotad. Inga underarter finns listade i Catalogue of Life.